# Rekolekcje

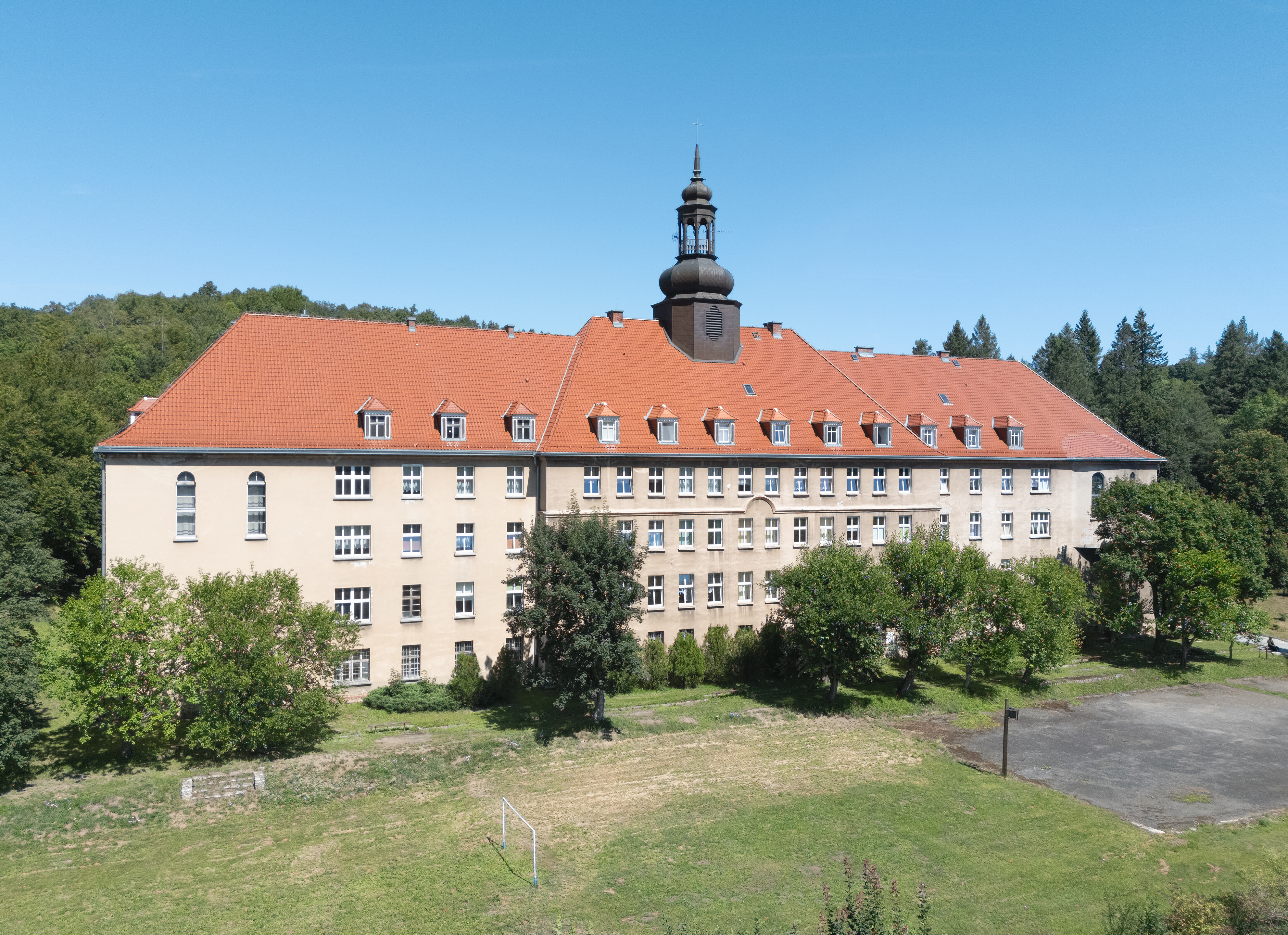
Dom rekolekcyjny marianek w Bardzie

Rekolekcje (łac. recolligere – zbierać na nowo, powtórnie) – w katolicyzmie kilkudniowy okres poświęcony odnowie duchowej poprzez modlitwę, konferencje oraz spowiedź.

## Rekolekcje parafialne
Typowe rekolekcje parafialne w Kościele katolickim odbywają się zazwyczaj w adwencie i wielkim poście i trwają zwykle cztery dni, wliczając niedzielę. Rozpoczynają się niedzielną mszą ze specjalnym rekolekcyjnym kazaniem odprawianym przez przyjezdnego księdza. Pod koniec rekolekcji zazwyczaj jest okazja do spowiedzi.

## Rekolekcje dłuższe
Rekolekcje dłuższe (wyjazdowe, zamknięte) odbywają się zwykle w ośrodkach rekolekcyjnych czy klasztorach. W zależności od duchowości, mogą zakładać częściowe lub całkowite milczenie przez cały okres ich trwania. Mogą być organizowane dla ludzi w pewnym przedziale wiekowym, np. tylko dla młodzieży lub tylko dla dorosłych. Ich plan obejmuje codzienną mszę, nauki księdza oraz czas na osobistą modlitwę i spowiedź. Takie rekolekcje trwają zwykle od 3 do 7 dni.
Istnieją też rekolekcje jeszcze dłuższe, np. rekolekcje dla młodych jezuitów mogą trwać miesiąc, a jezuickie rekolekcje dla młodzieży trwają 10 dni.

## Rekolekcje a nowe media
W XXI wieku powstały nowe możliwości pomocy wierzącym nad refleksją nad własnym życiem w kontekście ich wiary. Są to:
- rekolekcje radiowe, np. rekolekcje jezuitów prowadzone w Radiu Warszawa[2]
- rekolekcje internetowe, np. głoszone przez o. Adama Szustaka[3]. Istnieją także internetowe domy rekolekcyjne[4][5].
- rekolekcje na facebooku, np. „Brzytwą po schematach”[6]

## Kościół o rekolekcjach
O rekolekcjach napisał m.in. Pius XI w encyklice Mens nostra z 20 grudnia 1929.
O znaczeniu rekolekcji w atmosferze głębokiego wyciszenia przypomniał Benedykt XVI, mówiąc:
"W naszej epoce coraz silniejszy jest wpływ sekularyzmu, a z drugiej strony powszechnie odczuwa się potrzebę spotkania z Bogiem. Oby więc nie zabrakło dziś możliwości dawania miejsca intensywnemu słuchaniu Słowa w ciszy i modlitwie. Bardzo odpowiednimi miejscami dla takiego doświadczenia duchowego są zwłaszcza domy rekolekcyjne. W tym celu trzeba je wspierać materialnie i zapewniać im odpowiedni personel".